# Hegyi tasakospatkány
A hegyi tasakospatkány (Thomomys monticola) az emlősök (Mammalia) osztályának a rágcsálók (Rodentia) rendjébe, ezen belül a tasakospatkány-félék (Geomyidae) családjába tartozó faj.

## Előfordulása
Az Amerikai Egyesült Államok nyugati partvidékén, a kaliforniai és nevadai Sierra Nevada középső vidékén él a Shasta-hegytől a Yosemite Nemzeti Parkig húzódó sávban. A kaliforniai South Yolla Bolly-hegyen egy elszigetelt populáció él.

## Megjelenése
Az állat fej-törzs-hossza 12-22,5 centiméter, a nőstény kisebb. Testtömege 450-500 gramm, a hím rendszerint nehezebb a nősténynél. Bundája szürkéssárga vöröses árnyalattal, hasi része világosabb. Erős mancsai hosszú, ásásra alkalmas karmokban végződnek; a földet mellső lábai segítségével tolja ki üregéből. Metszőfogait az állat építménye készítésekor használja őket; ajkait össze tudja zárni mögöttük, hogy ne kerüljön a pofájába homok. A pofatasakok a fej és a nyak mindkét oldalán megtalálhatók. Az állat képes kifordítani, hogy megtisztítsa őket. A hegyi tasakospatkány ezekben viszi üregéhez a táplálékát. Farkát gyér szőrzet borítja. Tapogatózásra használja, miközben hátrafelé halad a járatokban.

## Életmódja
Az állat magányos és harcias. Tápláléka gyökerek és gumók, valamint föld feletti növényrészek. A szabadban 4 évig élhet.

## Szaporodása
Az ivarérettséget a hím egyéves korban, a nőstény néha már három hónapos korában éri el. A párzási időszak és az alomnagyság a földrajzi fekvéstől függ. A vemhesség 17-20 napig tart, ennek végén általában 5 utód jön a világra. Az elválasztás 40 nap múlva történik meg, de még körülbelül két hétig a család együtt marad.